# Maya Joint
Maya Joint (Grosse Pointe, 16 aprile 2006) è una tennista australiana, di origine statunitense.

## Biografia
Maya Joint è nata a Grosse Pointe, nel Michigan, da padre australiano, Michael Joint, giocatore professionista di squash, e da madre tedesca. Ad inizio 2023, all'età di 16 anni, prende la decisione di rappresentare la cittadinanza originaria del padre, quella australiana, e si ricolloca a Brisbane dove comincia ad allenarsi alla Tennis Australia's National Academy insieme alla prima classificata della classifica junior Emerson Jones.

## College
L'8 novembre 2023, Joint si è inserita nella squadra di tennis del Texas Longhorns iniziando dalla stagione 2024/2025. Tuttavia, il 26 dicembre 2024, Joint annuncia di diventare professionista a tempo pieno e quindi di rinunciare a questa opportunità al tennis collegiale.

## Carriera
Maya Joint ha vinto 2 titoli in singolare e 1 titolo in doppio nel circuito ITF in carriera. Il (14 luglio ha raggiunto il best ranking in singolare, raggiungendo la 37ª posizione mondiale, mentre in doppio ha raggiunto la 69ª posizione.
Joint ha raggiunto la posizione mondiale numero 20 nella classifica iTF di singolare junior, raggiunta il 29 gennaio 2024.

### 2024: Debutto Slam e prima finale WTA 125
Maya ha fatto il suo debutto in un Grande Slam agli Australian Open 2024, nel doppio misto in coppia con Dane Sweeny grazie a una wildcard, dove vengono eliminati all'esordio.
Il 27 luglio, Maya disputa la sua prima finale WTA 125 della carriera al Polish Open, giocato a Varsavia, dove è sconfitta dalla statunitense Alycia Parks con il punteggio di 6-4, 3-6, 3-6.
Posizionata al numero 136 delle classifiche, la diciottenne con il ranking più alto, compie il suo debutto in un Grand Slam agli US Open dopo aver passato le qualificazioni e registra la sua prima vittoria in uno Slam e nel WTA Tour battendo la tedesca Laura Siegemund all'esordio. Viene sconfitta nel turno successivo dalla testa di serie numero 14 Madison Keys in due set.

### 2025: top-100 e primo titolo WTA
Joint coglie a Hobart la prima semifinale di livello WTA, sfruttando una wild card. Batte Danilović, la testa di serie n°4 Linette e l'ex campionessa slam Kenin cedendo in totale appena 11 games alle sue avversarie. Nel penultimo atto, cede il passo a Elise Mertens. Sempre tramite wild card partecipa al suo primo main draw dell'Australian Open, dove perde all'esordio dalla top-10 Pegula. Passa le qualificazioni per il torneo di Singapore e arriva fino al secondo round, dove soccombe a Xinyu Wang. Nel WTA 125 di Cancún coglie la semifinale. Nel WTA 500 di Mérida, l'australiana passa le qualificazioni e, nel main-draw, supera agevolmente Grabher e la n°5 del seeding Vekić, accedendo ai suoi primi quarti di finale a questo livello. In tale circostanza, si arrende ad Elina Avanesyan. Grazie a questo risultato, entra per la prima volta in carriera tra le prime 100 del mondo. Si qualifica per il tabellone principale di Indian Wells, perdendo al primo turno da Cîrstea mentre non passa il tabellone cadetto di Miami.
Su terra, passa le qualificazioni a Madrid e poi batte la wild card locale Martinez Cirez; al secondo turno, viene eliminata da Emma Navarro con un duplice 5-7. Anche a Roma supera le quali, per poi cedere subito a Emma Raducanu. Partecipa poi al torneo di Rabat: l'australiana giunge in finale senza perdere un set per strada contro Konjuh, Volynets, Li e la connazionale Tomljanović, costretta al ritiro dopo aver perso il primo parziale. Nella sua prima finale nel circuito maggiore, Joint supera con lo score di 6-3 6-2 Jaqueline Cristian, conquistando il suo primo titolo WTA. Contestualmente, assieme a Oksana Kalašnikova, vince il titolo anche in doppio. Grazie a questo successo, sale ulteriormente nella classifica mondiale, cogliendo il suo nuovo best ranking al n°53. Al Roland Garros perde all'esordio da Tomljanović.

## Statistiche WTA

### Singolare

#### Vittorie (2)
| Legenda              |
| -------------------- |
| Grande Slam (0)      |
| Ori Olimpici (0)     |
| WTA Finals (0)       |
| WTA Elite Trophy (0) |
| Dal 2021             |
| WTA 1000 (0)         |
| WTA 500 (0)          |
| WTA 250 (2)          |

| N. | Data           | Torneo                      | Superficie  | Avversaria in finale | Punteggio         |
| 1. | 24 maggio 2025 | Marocco Open, Rabat         | Terra rossa | Jaqueline Cristian   | 6-3, 6-2          |
| 2. | 28 giugno 2025 | Eastbourne Open, Eastbourne | Erba        | Alexandra Eala       | 6-4, 1-6, 7-6(10) |

### Doppio

#### Vittorie (1)
| Legenda              |
| -------------------- |
| Grande Slam (0)      |
| Ori Olimpici (0)     |
| WTA Finals (0)       |
| WTA Elite Trophy (0) |
| Dal 2021             |
| WTA 1000 (0)         |
| WTA 500 (0)          |
| WTA 250 (1)          |

| N. | Data           | Torneo              | Superficie  | Compagna           | Avversarie in finale                 | Punteggio |
| 1. | 23 maggio 2025 | Marocco Open, Rabat | Terra rossa | Oksana Kalašnikova | Angelica Moratelli Camilla Rosatello | 6-3, 7-5  |

#### Sconfitte (1)
| Legenda              |
| -------------------- |
| Grande Slam (0)      |
| Argenti Olimpici (0) |
| WTA Finals (0)       |
| WTA Elite Trophy (0) |
| Dal 2021             |
| WTA 1000 (0)         |
| WTA 500 (0)          |
| WTA 250 (1)          |

| N. | Data           | Torneo                      | Superficie | Compagna     | Avversarie in finale         | Punteggio |
| 1. | 28 giugno 2025 | Eastbourne Open, Eastbourne | Erba       | Hsieh Su-wei | Marie Bouzková Anna Danilina | 4-6, 5-7  |

## Circuito WTA 125

### Singolare

#### Sconfitte (1)
| N. | Data           | Torneo                | Superficie | Avversaria in finale | Punteggio     |
| 1. | 27 luglio 2024 | Polish Open, Varsavia | Cemento    | Alycia Parks         | 6-4, 3-6, 3-6 |

### Doppio

#### Vittorie (1)
| N. | Data             | Torneo                     | Superficie | Compagna       | Avversarie in finale                  | Punteggio |
| 1. | 15 febbraio 2025 | Cancún Tennis Open, Cancún | Cemento    | Taylah Preston | Aliona Bolsova Yvonne Cavallé Reimers | 6-4, 6-3  |

#### Sconfitte (1)
| N. | Data          | Torneo                                | Superficie | Compagna      | Avversarie in finale         | Punteggio        |
| 1. | 30 marzo 2025 | Puerto Vallarta Open, Puerto Vallarta | Cemento    | Ena Shibahara | Hanna Chang Christina McHale | 6-2, 2-6, [7-10] |

## Statistiche ITF

### Singolare

#### Vittorie (2)
| Torneo $100.000 (0) |
| Torneo $80.000 (0)  |
| Torneo $60.000 (1)  |
| Torneo $40.000 (0)  |
| Torneo $25.000 (1)  |
| Torneo $15.000 (0)  |

| N. | Data             | Torneo                               | Superficie | Avversaria in finale | Punteggio     |
| 1. | 11 febbraio 2024 | Burnie International, Burnie         | Cemento    | Aoi Ito              | 1-6, 6-1, 7-5 |
| 2. | 17 marzo 2024    | Santo Domingo Women's, Santo Domingo | Cemento    | Gao Xinyu            | 6-4, 2-6, 6-1 |

#### Sconfitte (1)
| Torneo $100.000 (1) |
| Torneo $80.000 (0)  |
| Torneo $60.000 (0)  |
| Torneo $40.000 (0)  |
| Torneo $25.000 (0)  |
| Torneo $15.000 (0)  |

| N. | Data          | Torneo                                                   | Superficie  | Avversaria in finale | Punteggio |
| 1. | 5 maggio 2024 | FineMark Women's Pro Tennis Championship, Bonita Springs | Terra verde | Lulu Sun             | 1-6, 3-6  |

### Doppio

#### Vittorie (1)
| Torneo $100.000 (0) |
| Torneo $80.000 (0)  |
| Torneo $60.000 (1)  |
| Torneo $40.000 (0)  |
| Torneo $25.000 (0)  |
| Torneo $15.000 (0)  |

| N. | Data            | Torneo                                      | Superficie | Compagna        | Avversarie in finale      | Risultato   |
| 1. | 2 dicembre 2023 | Gold Coast Tennis International, Gold Coast | Cemento    | Roisin Gilheany | Melisa Ercan Alicia Smith | 7-6(3), 6-1 |

#### Sconfitte (2)
| Torneo $100.000 (0) |
| Torneo $80.000 (0)  |
| Torneo $60.000 (0)  |
| Torneo $40.000 (1)  |
| Torneo $25.000 (1)  |
| Torneo $15.000 (0)  |

| N. | Data           | Torneo                   | Superficie  | Compagna        | Avversarie in finale                  | Risultato        |
| 1. | 4 marzo 2023   | Toronto Women's, Toronto | Cemento (i) | Mia Yamakita    | Ulrikke Eikeri Fanny Stollár          | 6(6)-7, 0-6      |
| 2. | 25 maggio 2024 | Krka Open Otocec, Otočec | Terra rossa | Rasheeda McAdoo | Ekaterine Gorgodze Valerija Strachova | 6-3, 4-6, [5-10] |